# Adam und Eva (Cranach)
Adam und Eva ist ein Gemäldepaar des deutschen Renaissance-Meisters Lucas Cranach des Älteren aus dem Jahr 1533 (datiert auf einem Stein unten auf dem Bild mit Adam) und befindet sich im Museum der bildenden Künste in Leipzig. Es steht hier stellvertretend für rund 30 weitere Gemälde desselben Künstlers mit demselben Titel, die das Motiv entweder in einem Doppelporträt oder getrennt in einem Porträtpaar darstellen, beispielsweise in den Uffizien in Florenz, im Kunsthistorischen Museum in Wien, in der Courtauld Gallery in London oder am Art Institute of Chicago.
Das erste Menschenpaar aus der Bibel ist auf zwei getrennten Tafeln auf dunklem Hintergrund dargestellt, Adam und Eva jeweils stehend auf kaum sichtbarem Grund. Sie halten jeweils einen kleinen Zweig mit einem Feigenblatt, das ihr Geschlechtsorgan verdeckt. Eva hält den traditionellen Apfel in der Hand, und die Schlange kommt von oben vom Baum der Erkenntnis zu ihr. Hinter ihr liegt ein Hirsch auf dem Boden. Adam hat den linken Arm angewinkelt und die Hand auf der Brust.

## Geschichte
Cranach setzte Dürers Anatomiestudien fort, nachdem diese bei jenem in den großen Adam-und-Eva-Tafeln gipfelten, die sich heute im Museo del Prado in Madrid befinden. Es handelte sich um die ersten von einem deutschen Künstler gemalten Akte in Originalgröße. Während seines Aufenthaltes in Wien hatte Cranach Kontakt zu einigen Gruppen von Humanisten aufgenommen, die Dürer nahestanden, und von dort wurde er 1510 zu einer ersten, kleineren Version des Themas Adam und Eva inspiriert, die heute zur Sammlung des Nationalmuseums in Warschau gehört.
Dem Museum in Leipzig wurde das Werk als Bestandteil der Sternburg-Stiftung übereignet. Im Museum befindet sich auch eine Variante von 1512.

## In der Populärkultur
Das Adam-und-Eva-Gemäldepaar aus dem Kunsthistorischen Museum in Wien wurde in der deutschen Netflix-Serie Dark gezeigt, wo es im Hauptquartier der Sekte Erit Lux ausgestellt wird.

## Galerie
Weitere Versionen des Künstlers von Adam und Eva sind:

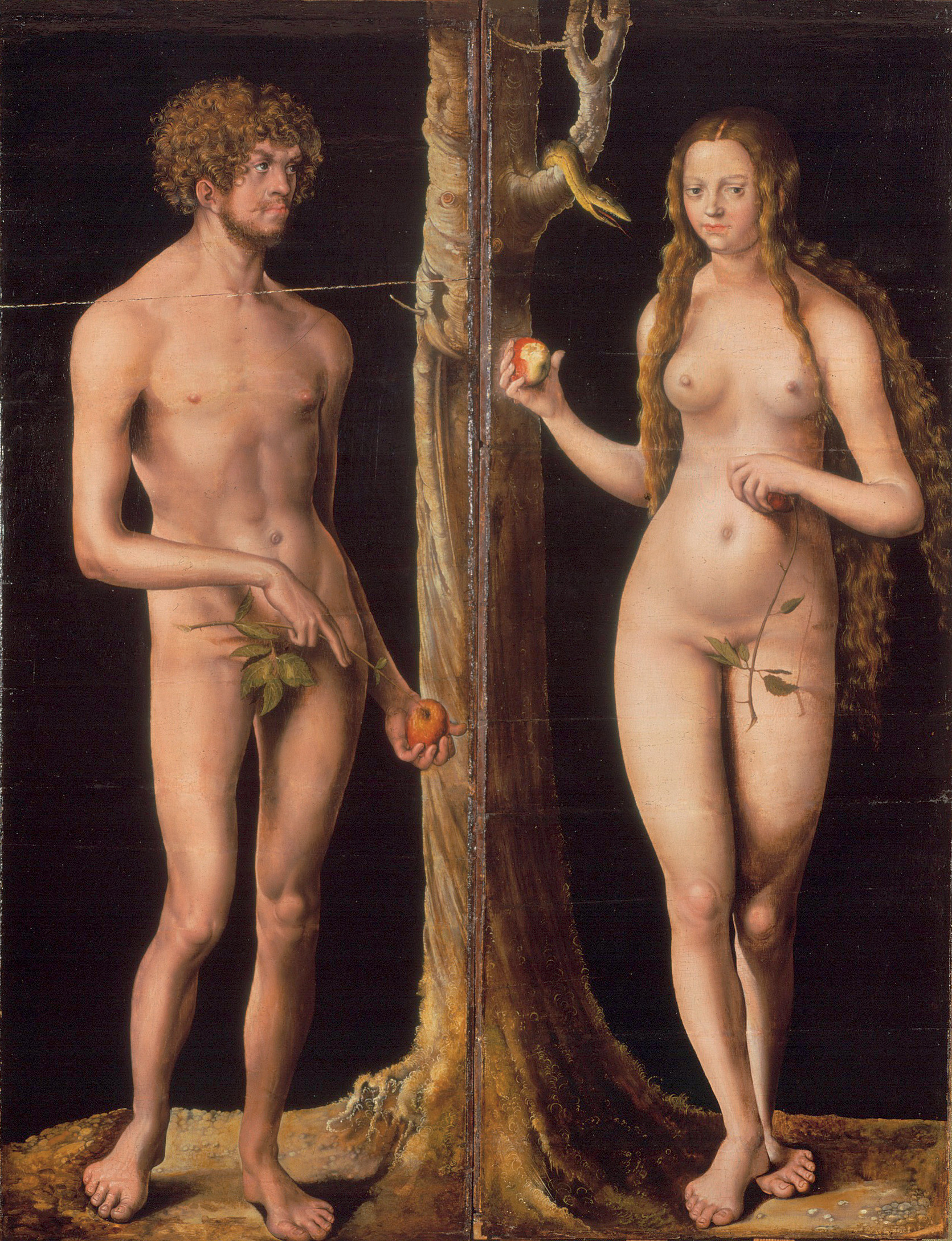
Musée des Beaux-Arts et d’Archéologie de Besançon, 1508–1510
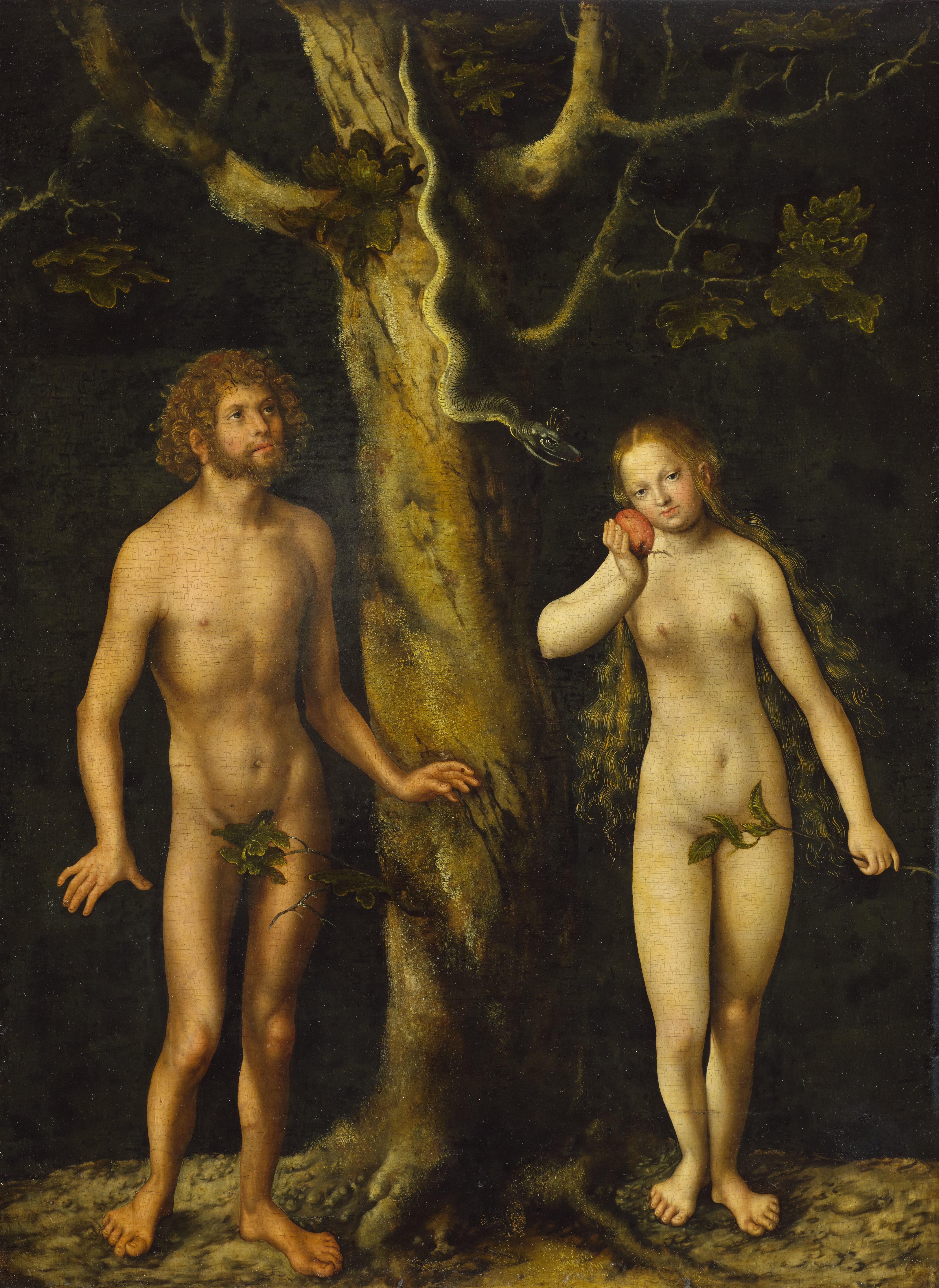
Nationalmuseum, Warschau, 1510
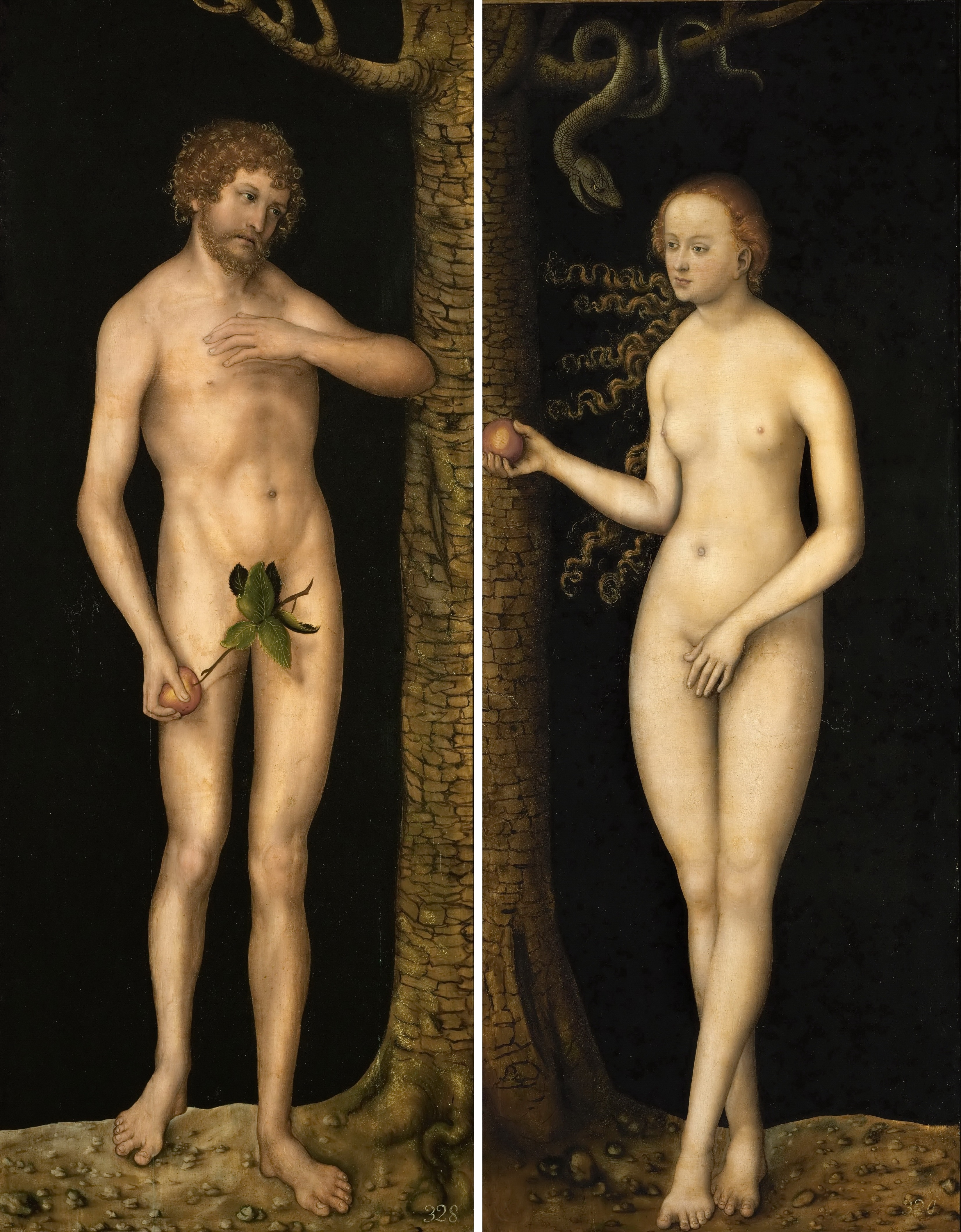
Kunsthistorisches Museum, Wien, circa 1510–1520
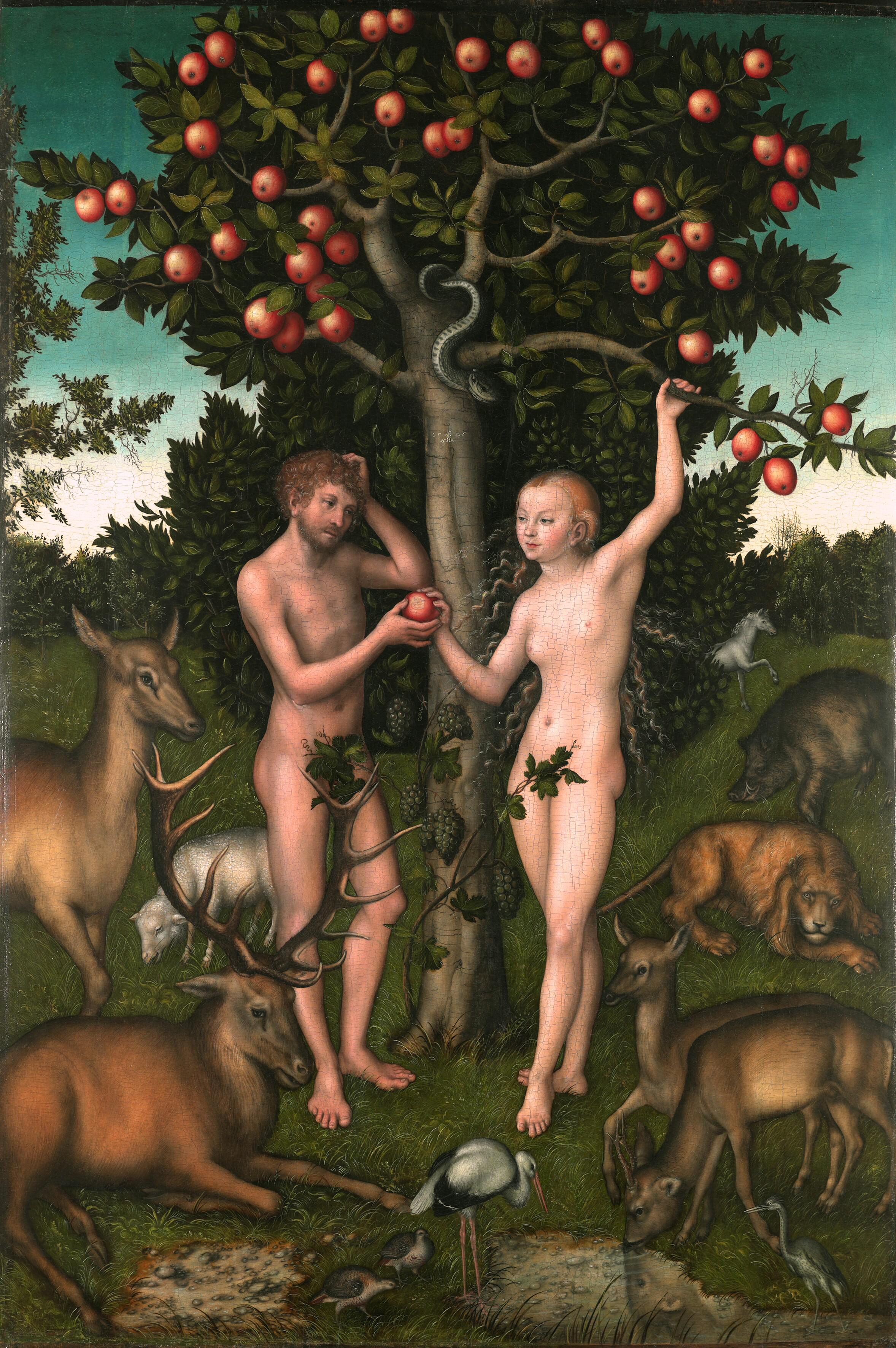
Courtauld Gallery, London, 1526
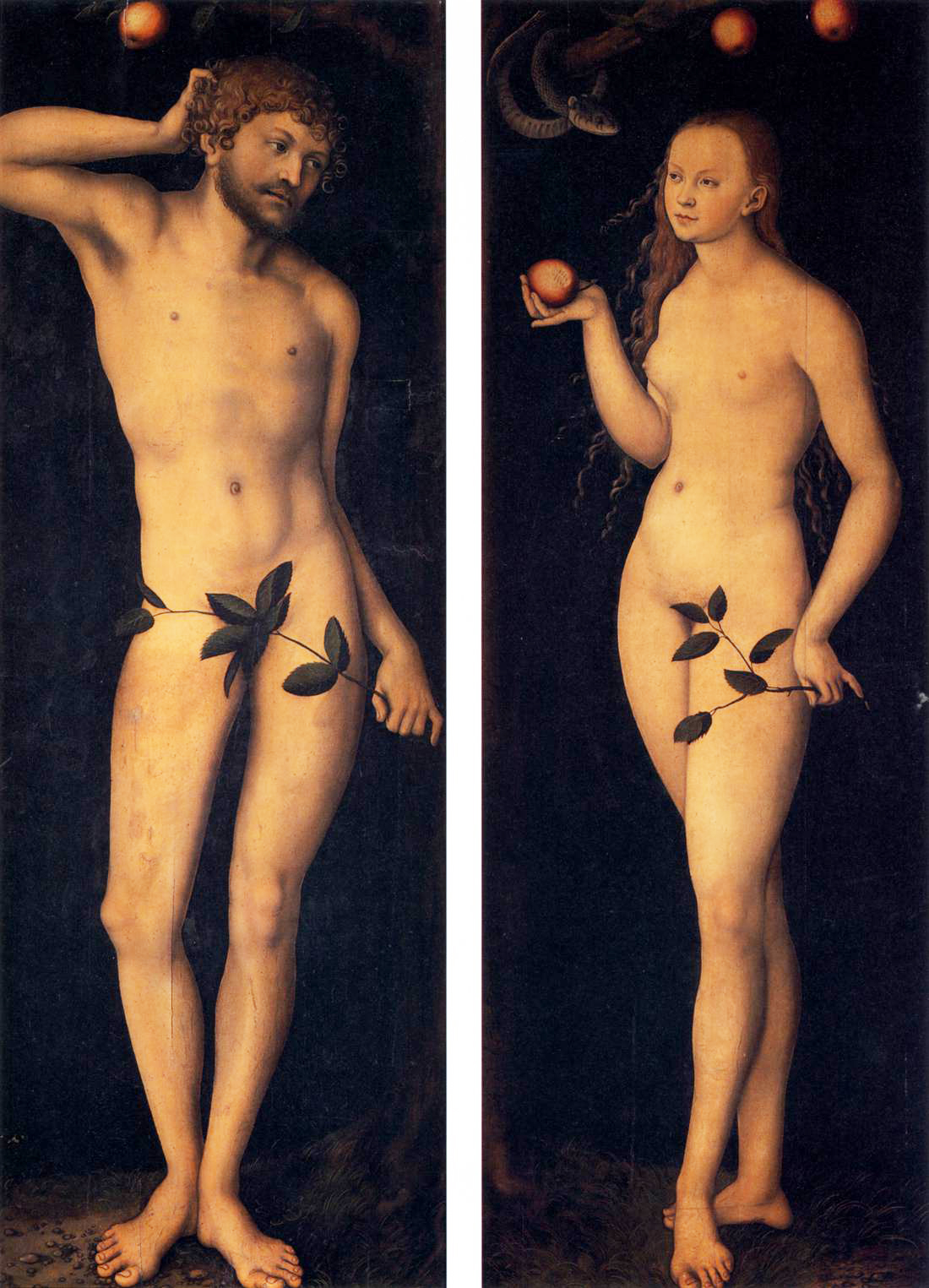
Uffizien, Florenz, 1528
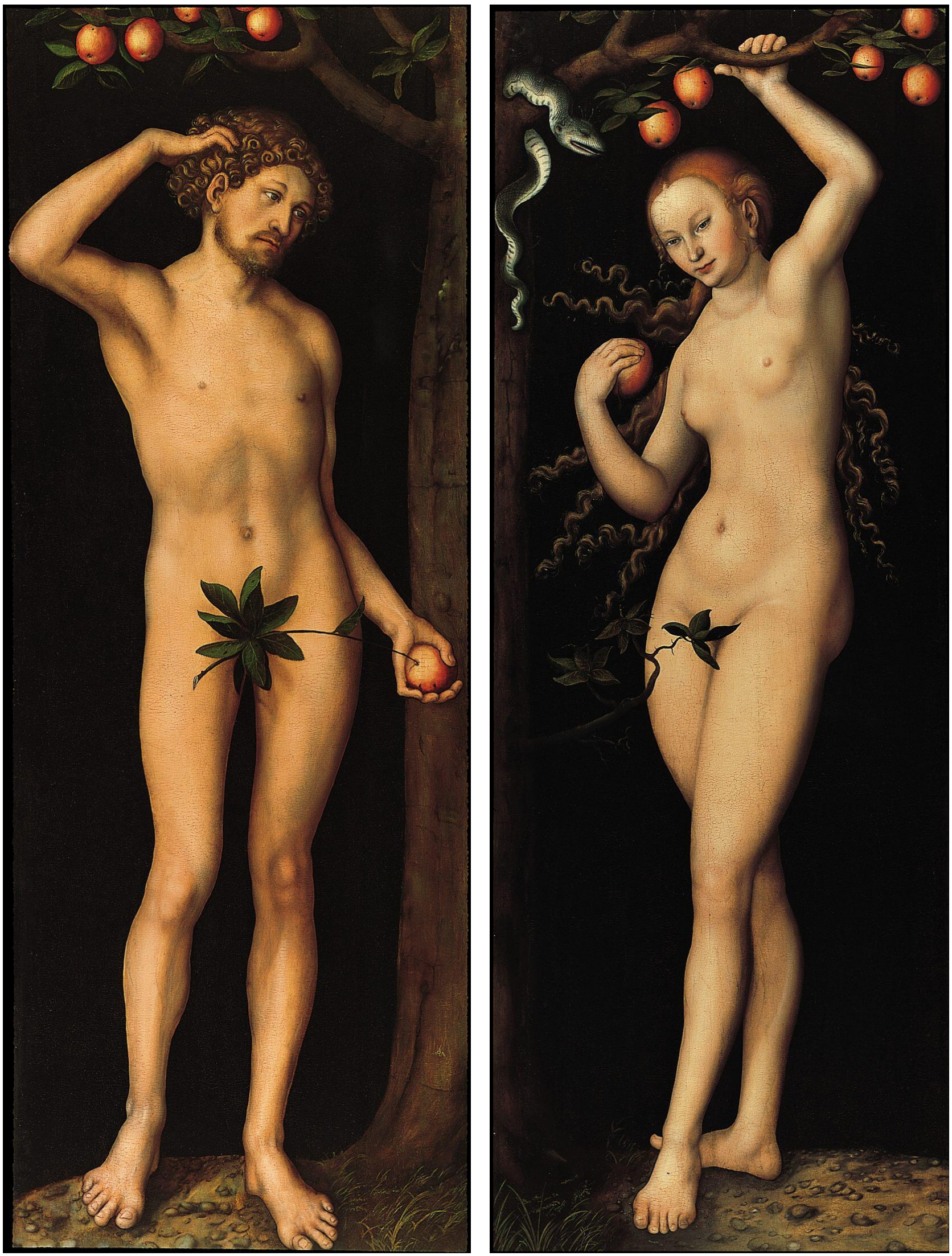
Diptychon im Norton Simon Museum, Pasadena, circa 1530
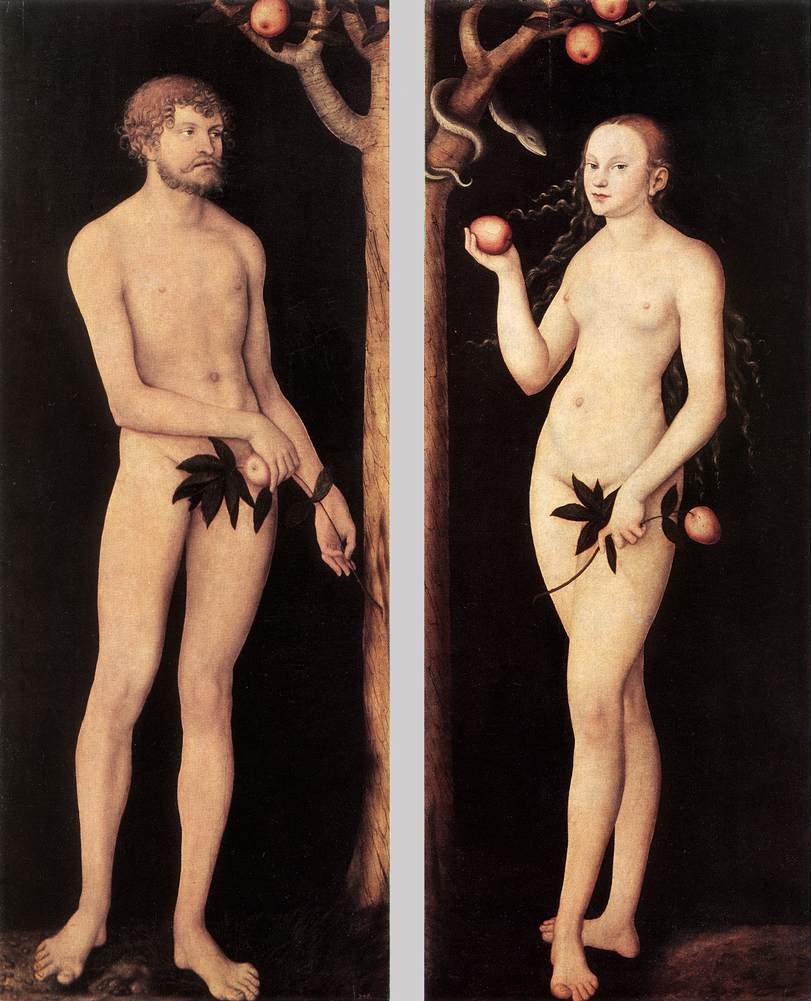
Staatliche Kunstsammlungen Dresden, Dresden, 1531
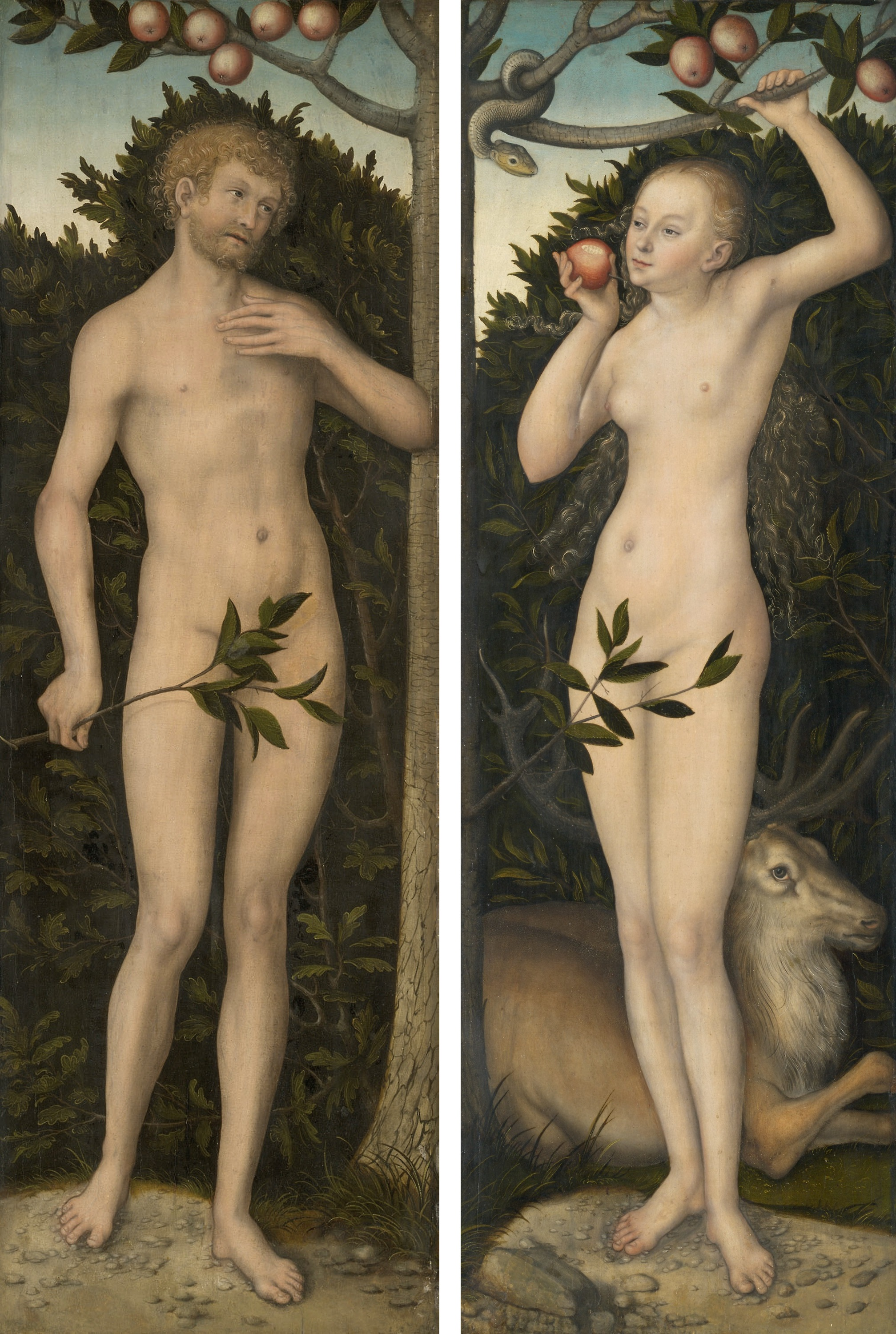
Art Institute of Chicago, circa 1533–1537
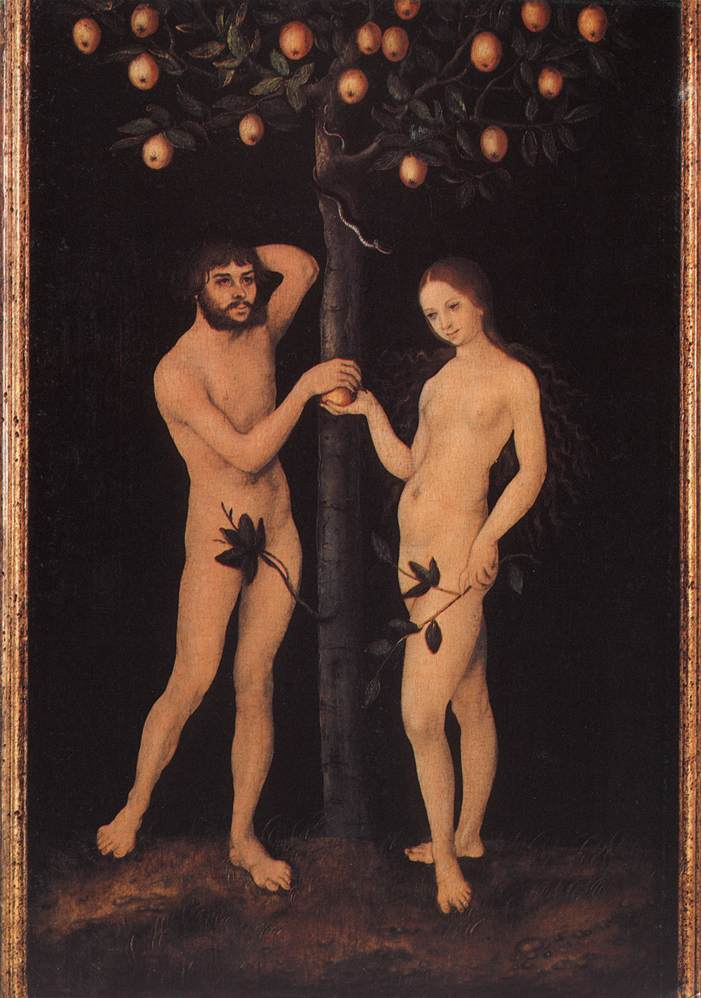
Königliches Museum der Schönen Künste (Antwerpen), 1500–1550
Nationalgalerie Prag, circa 1538